# T'ongch'ŏn-gun
T'ongch'ŏn-gun (koreanska: 통천군) är en kommun i Nordkorea.   Den ligger i provinsen Kangwŏn-do, i den sydöstra delen av landet, 180 km öster om huvudstaden Pyongyang.